# Ljubovo (Istok)
Pour les articles homonymes, voir Ljubovo.
Lubovë en albanais et Ljubovo en serbe latin (en serbe cyrillique : Љубово) est une localité du Kosovo située dans la commune/municipalité d'Istog/Istok et dans le district de Pejë/Peć. Selon le recensement kosovar de 2011, elle compte 732 habitants.

## Démographie

### Évolution historique de la population dans la localité
| 1948 | 1953 | 1961 | 1971 | 1981  | 1991  | 2011 |
| ---- | ---- | ---- | ---- | ----- | ----- | ---- |
| 469  | 608  | 727  | 913  | 1 089 | 1 074 | 732  |

|  |

### Répartition de la population par nationalités (2011)
En 2011, les Albanais représentaient 84,56 % de la population et les Bosniaques 12,70 %.